# Quartier de l'Hôpital-Saint-Louis
Quartier de l'Hôpital-Saint-Louis är Paris 40:e administrativa distrikt, beläget i tionde arrondissementet. Distriktet är uppkallat efter Hôpital Saint-Louis, ett sjukhus grundat år 1607 av Henrik IV.
Tionde arrondissementet består även av distrikten Saint-Vincent-de-Paul, Porte Saint-Denis och Porte-Saint-Martin.

## Sevärdheter
- Saint-Joseph-Artisan
- Square Juliette-Dodu
- Square Madeleine-Tribolati
- Square Raoul-Follereau

## Bilder
| - De fyra administrativa distrikten i Paris tionde arrondissement. - Kyrkan Saint-Joseph-Artisan. - Square Juliette-Dodu. |

## Kommunikationer
- Tunnelbana – linje  – Colonel Fabien